# Anicuns
Anicuns este un oraș în Goiás (GO), Brazilia.